# Тиморська операція
Тиморська операція (19 лютого 1942 — 10 лютого 1943) — стратегічна військова операція збройних сил Японії проти військ Австралії, Нідерландів, Великої Британії та США в ході Другої світової війни з метою захоплення острова Тимор.
У грудні 1941 австралійські і голландські війська окупували Східний Тимор для зміцнення острова проти наступу японських військ. Ці дії суперечили політиці Португалії, спрямованої на нейтралітет, і були проти волі уряду. Японці легко розбили об'єднані сили і окупували острів. За допомогою місцевого населення кілька сотень австралійських солдатів вели партизанську війну, яка дорого обійшлася населенню: японці спалили безліч сіл і захопили запаси продовольства. За різними даними, загинуло від 40 до 70 тисяч місцевих жителів.